# Сомма, Паскуаль
Паскуа́ль Со́мма (исп. Pascual Somma) (10 февраля 1896, Монтевидео — 12 августа 1930) — уругвайский футболист, выступавший на позиции нападащего и полузащитника. Одна из ярчайших звёзд уругвайского футбола 1910-х — первой половины 1920-х годов.

## Биография
Паскуаль Сомма родился в 1896 году недалеко от того места, где 4 года спустя начнёт возводиться стадион «Насьоналя» Парк Сентраль. В детстве занимался футболом с другим будущим идолом «Насьоналя» Анхелем Романо.

### Клубная карьера
Дебютировал в основе «Насьоналя» в 1911 году и довольно скоро впервые сыграл и за сборную Уругвая в неофициальном матче. Это произошло в Буэнос-Айресе против сборной Аргентины 15 августа 1911 года (2:0). Однако молодому игроку всё же была необходима постоянная практика, и в 1912—1914 годах он выступал за различные клубы в Монтевидео, будучи «на карандаше» у родного клуба.
С 1915 по 1924 годы он был игроком основы «Насьоналя». После этого перешёл в «Дефенсоре», но в 1925 году вернулся в «Насьональ», где и завершил карьеру в 1927 году. За время выступлений в «Насьонале» он в 333 матчах забил 64 гола, выиграв со своим клубом 8 чемпионатов страны. С «Насьоналем» Сомма также стал участником легендарных турне по Европе (1925) и Северной Америке (1927).

### Выступления за сборную
Через месяц после вышеупомянутого дебюта в сборной Сомма сыграл свой второй матч за «Селесте» (в Монтевидео против Аргентины —счёт 2:3), но за последующие 58 месяцев (до июля 1916 года, когда был сыгран первый турнир новоорганизованного чемпионата Южной Америки) сыграл за сборную лишь один раз. Однако затем он стал одним из символов сборной Уругвая. В 1916—1923 годах он четырежды становился чемпионом континента (турнир в те времена проводился каждый год).
Был привлечён в сборную Уругвая для участия в Олимпийских играх 1924 года в Париже, однако ещё до старта турнира был отчислен и отправлен домой «за плохое поведение». После этого Паскуаль Сомма не привлекался к официальным играм в сборной.
Всего Сомма сыграл в 43 матчах за сборную и забил 3 гола (в официальных поединках —38 матчей, 1 гол).

### Смерть
Погиб в 1930 году, в возрасте 34 лет.

## Титулы
- Чемпион Уругвая (8): 1915, 1916, 1917, 1919, 1920, 1922, 1923 (АУФ), 1924 (АУФ)
- Чемпион Южной Америки (4): 1916, 1917, 1920, 1923